# Ruta europea E803
La E-803 forma parte de la Red de Carreteras Europeas, concretamente de las carreteras de clase B. Se trata de un eje secundario que comienza en Salamanca, atraviesa las ciudades extremeñas de Plasencia, Cáceres y Mérida y finaliza en Sevilla, por lo tanto su trazado recorre solamente España. Su longitud es de 470 km, y coincide con la Autovía Ruta de la Plata o A-66.Empieza al suroeste de Salamanca a la altura de la intersección de la A-66 y la A-62. Tras 450 kilómetros llega a la SE-30 donde termina.